# Spilosoma angularis
Spilosoma angularis là một loài bướm đêm thuộc phân họ Arctiinae, họ Erebidae.